# فرد كريغتون
فرد كريغتون هو لاعب هوكي جليد كندي، ولد في 24 يونيو 1930 في Port Arthur, Ontario ‏ في كندا، وتوفي في 28 سبتمبر 2011 في تشارلوت في الولايات المتحدة بسبب مرض آلزهايمر.

## وصلات خارجية
- فرد كريغتون على موقع EliteProspects.com (الإنجليزية)
- فرد كريغتون على موقع HockeyDB.com (الإنجليزية)